# Harri Holkeri
Harri Hermanni Holkeri  (n. 6 de enero de 1937 - 7 de agosto de 2011) fue un político y consejero de estado finlandés, proveniente del partido Coalición Nacional. Holkeri fue primer ministro de Finlandia desde 1987 hasta 1991. Fue candidato en las elecciones presidenciales de Finlandia en 1982 y en 1988. En 1998 se le concedió el título de consejero de Estado y también fue presidente de su partido de 1971 a 1979. De 2000 a 2001 fue presidente de la Asamblea General de las Naciones Unidas.
| Predecesor: Kalevi Sorsa | Primer ministro de Finlandia 1987 - 1991 | Sucesor: Esko Aho |